# Étoile Filante de Ouagadougou
Étoile Filante de Ouagadougou là một câu lạc bộ bóng đá Burkina Faso có trụ sở ở Ouagadougou. Đội bóng thi đấu trên sân nhà là Sân vận động 4 tháng 8. Màu đặc trưng của câu lạc bộ là xanh dương và trắng.

## Danh hiệu
- Giải bóng đá ngoại hạng Burkina Faso: 13

1965, 1985, 1986, 1988, 1990, 1991, 1992, 1993, 1994, 2001, 2008, 2014.
- Cúp bóng đá Burkina Faso: 20

1963, 1964, 1965, 1970, 1972, 1975, 1976, 1985, 1988, 1990, 1992, 1993, 1996, 1999, 2000, 2001, 2003, 2006, 2008, 2011.
- Burkinabé Leaders Cup: 2

1991, 1999.
- Siêu cúp bóng đá Burkina Faso: 6

1993–94, 1995–96, 1998–99, 2002–03, 2005–06, 2010–11.

## Thành tích ở các giải đấu CAF
- CAF Champions League: 2 lần tham gia

2002 – Vòng Một
2009 – Vòng Một
- African Cup of Champions Clubs: 8 lần tham gia

1966: Vòng Một
1986: Vòng Một
1989: Vòng Một
1991: Vòng Một
1992: Vòng Một
1993: Vòng Một
1994: Vòng Một
1995: Vòng Một
- CAF Confederation Cup: 3 lần tham gia

2004 – Vòng Một
2007 – Vòng 16 đội
2012 – Vòng Một
- CAF Cup: 3 lần tham gia

1996 – Vòng Một
1999 – Tứ kết
2003 – Vòng Một
- CAF Cup Winners' Cup: 2 lần tham gia

1997 – Vòng Một
2000 – Vòng Một

## Đội hình hiện tại
Ghi chú: Quốc kỳ chỉ đội tuyển quốc gia được xác định rõ trong điều lệ tư cách FIFA. Các cầu thủ có thể giữ hơn một quốc tịch ngoài FIFA.
| Số | VT | Quốc gia     | Cầu thủ           |
| -- | -- | ------------ | ----------------- |
| —  | TM | Burkina Faso | Siaka Coulibaly   |
| —  | HV | Burkina Faso | Ibrahim Kano      |
| —  | TV | Burkina Faso | Georges Bonou     |
| —  | TV | Burkina Faso | Ali Ouedraogo     |
| —  | TV | Burkina Faso | Zorome Mohamed    |
| —  | TV | Burkina Faso | Rafael Yabre      |
| —  | TV | Burkina Faso | Soungalo Ouattara |

| Số | VT | Quốc gia     | Cầu thủ            |
| -- | -- | ------------ | ------------------ |
| —  | TV | Burkina Faso | Jean-Noël Lengani  |
| —  | TV | Burkina Faso | Tidiani Tall       |
| —  | TV | Burkina Faso | Ibrahim Ouattara   |
| —  | TV | Mali         | Emmanuel Sanogo    |
| —  | TĐ | Burkina Faso | Abdramane Diarra   |
| —  | TĐ | Burkina Faso | Wilfrid Dah Hugues |
| —  |    | Burkina Faso | Fousséni Traoré    |
| —  |    | Burkina Faso | Paul K. Coulibaly  |